# Lijst van voetbalinterlands Bermuda - Saint Vincent en de Grenadines (vrouwen)
Deze lijst van voetbalinterlands is een overzicht van alle officiële voetbalinterlands tussen de nationale vrouwenteams van Bermuda en Saint Vincent en de Grenadines. De landen hebben tot nu toe één keer tegen elkaar gespeeld.

## Wedstrijden
| № | Plaats    | Datum             | Competitie                            | Wedstrijd                                | Uitslag |
| - | --------- | ----------------- | ------------------------------------- | ---------------------------------------- | ------- |
| 1 | Kingstown | 26 september 2023 | CONCACAF W Gold Cup 2024 kwalificatie | Saint Vincent en de Grenadines − Bermuda | 0 − 4   |

## Samenvatting
| Competitie                       | Totaal gespeeld | Winst Bermuda | Gelijk | Winst Saint Vincent en de Grenadines | Doelsaldo Bermuda – Saint Vincent en de Grenadines |
| -------------------------------- | --------------- | ------------- | ------ | ------------------------------------ | -------------------------------------------------- |
| CONCACAF W Gold Cup kwalificatie | 1               | 1             | 0      | 0                                    | 4 − 0                                              |
| Totaal                           | 1               | 1             | 0      | 0                                    | 4 − 0                                              |